# Канатна відкатка

Канатна відкатка

Канатна відкатка (рос. канатная откатка, англ. rope haulage, rope drive; нім. Seilförderung f) — вид транспорту по горизонтальних або похилих рейкових коліях у вагонетках або спеціальних посудинах (скіпах) за допомогою лебідки та каната.
Канатні установки розподіляють:
- за кутом нахилу — на установки для горизонтальних, слабопохилих і похилих виробок;
- за типом лебідок — одно-, двобарабанні та із шківами тертя;
- за видом транспортування — із застосуванням одно-, двокінцевого і нескінченного канатів;
- за кількістю лебідок — з одною і двома лебідками;
- за кількістю канатів — з одним, двома, трьома нескінченними канатами.

Переміщення вантажів установками з одним кінцевим канатом (а) може бути здійснене при кутах нахилу β > 6°, коли зворотний рух посудин проходить за рахунок їхньої сили ваги. Максимальне значення β для перевезення матеріалів у вагонетках становить не більше 30°; при кутах нахилу більших 25° вони обладнуються спеціальними щитками, які перешкоджають висипанню вантажу.
Якщо β < 6°, то переміщення матеріалів можливе таким чином: головним і хвостовим канатами за допомогою лебідок 1, 2 (позиція б на рис.); однією лебідкою 4 при наявності кінцевого (3) і з’єднувального (7) канатів (в, д на рис.), двома кінцевими канатами (г на рис.).
Установки з барабанними лебідками працюють циклічно, тому ефективність їх застосування залежить від довжини транспортування і тривалості маневрових операції на кінцевих пунктах. Максимальна продуктивність відкатки одним кінцевим канатом при L=600 м і куті нахилу 15° становить 100…110 т/год, а двома кінцевими канатами — 200…250 т/год. Значення L, яке обумовлюється канатомісткістю барабана лебідок, дорівнює 600…700 м, а для малих підйомних машин — 1500…2000 м. Установки з нескінченним канатом 6 (є на рис.) обладнані лебідками 5 із шківами тертя. Продуктивність у цьому випадку досягає 400 т/год, довжина транспортування похилими виробками — 1000 м, проте висока енерго- і трудомісткість та небезпечність робіт перешкоджають широкому застосуванню таких відкаток.